# エル・ブジ

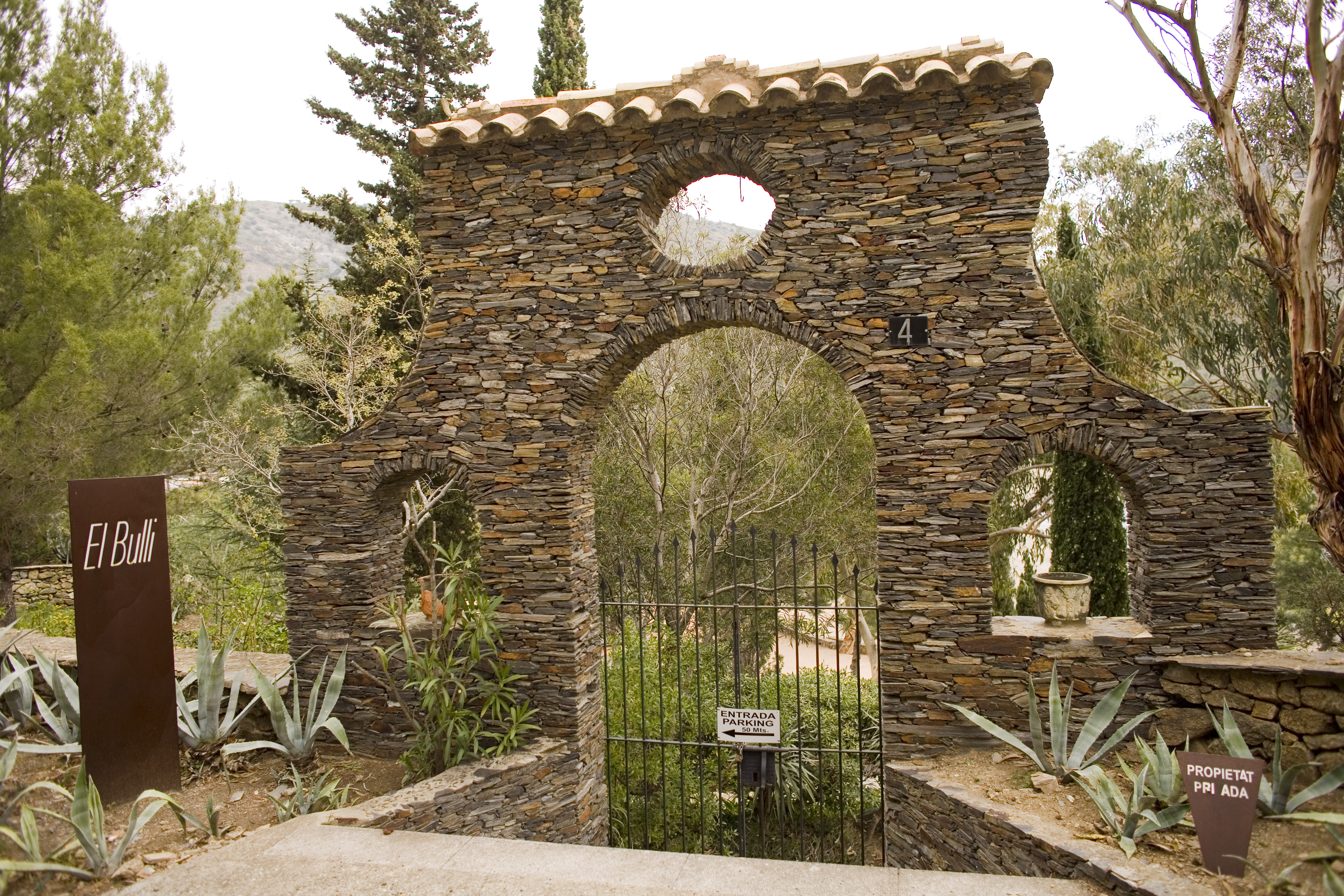
エル・ブジの正面玄関

エル・ブジ（El Bulli、elBulliとも表記する）は、スペインのカタルーニャ州コスタ・ブラバのロザスにあった三つ星レストラン。イギリスの雑誌『レストラン』において5度の世界一のレストランに選ばれており、約50席しかないシートに世界中から年間200万件もの予約希望が殺到し、「世界一予約が取れないレストラン」と呼ばれていた。料理長はフェラン・アドリア。

## 運営
バルセロナから車で2時間ほど北にあるロザスという高級リゾート地から、さらに7kmほど西のカラ・モンジョイという入り江を見下ろす立地にあったレストラン。バルセロナから高速で1時間半の距離。約60-70人という大人数のスタッフで、フェラン・アドリアとジュリ・ソレールが経営。
独創的な料理を提供し続けるため、半年のみ（4月-10月まで）営業して、残りの半年間は新しいメニューの開発という独自営業スタイル。料理はアラカルトではなく、全てコース料理。品数はとても多く、40皿以上に及ぶこともある。毎シーズン、メニューを一新するので同じ料理は二度と提供されない。またお客は最初に厨房に案内され、見学してから食事を愉しみ、食後に厨房で別れの挨拶をするのが、エル・ブリ流のおもてなし。エスプーマやアルギン酸カプセル（人造イクラ）を使った調理科学や、醤油や柚子など日本の食材を使った斬新な西洋料理で人気を博した。
フェラン・アドリアが多忙すぎて自分自身の料理を見失ったとして2012年と2013年に一時休業することを決め、2011年7月30日まででレストランとしては閉店した。
2014年からは、エル・ブジに隣接して建てられる料理の研究機関「エルブジ・ファウンデーション」として活動を再開する予定。
店名の由来は、初代オーナーであったハンス・シリングとマルケッタ・シリング夫妻の愛犬が、「ブジ」というフレンチ・ブルドッグだったことから『エル・ブジ』に。

## 年表
- 1964年 - 開店
- 1992年 - 国立ガストロノミー賞授与
- 1997年 - ミシュラン三ツ星獲得
- 2002年 - 世界ベストレストラン50の第1位に
- 2006年から2009年 - 世界ベストレストラン50の第1位に （4年連続）
- 2009年 - ドキュメンタリー映画「エル・ブリの秘密」を撮影
- 2011年 - 7月30日 閉店
- 2022年 - 4月フェラン・アドリアが、エル・ブジの再開を発表する。しかし主に展示などを行い食の実験など行う場どして使う予定。[7]

## 勤務経験のある日本人
- 山田チカラ[8]
- 茂呂岳夫[9]
- 橋本宏一[10]
- 永島健志[11]
- 染川武司[12]
- 高橋幸輝[13]
- 中井慎太郎[14]
- 藪中章禎[15]
- 太田哲雄[16]
- 米田裕二・米田亜佐美 夫妻[17]
- 黒羽徹[18]
- 西村純一[19]
- 角知憲[20]